# ستيفن غرينليف
ستيفن غرينليف هو سياسي أمريكي، ولد في 1628 في واشنطن العاصمة في الولايات المتحدة، وتوفي في 1 ديسمبر 1690.